# Cigarettes After Sex (album)
Cigarettes After Sex là album phòng thu đầu tay của ban nhạc Cigarettes After Sex. Nó được phát hành vào ngày 9 tháng 6 năm 2017, bởi Partisan Records và nhận được đánh giá tích cực từ các nhà phê bình.
Tính đến tháng 5 năm 2018, nó đã bán được 19.194 bản tại Vương quốc Anh.

## Tiếp nhận
| Đánh giá chuyên môn | Đánh giá chuyên môn |
| Điểm trung bình     | Điểm trung bình     |
| Nguồn               | Đánh giá            |
| ------------------- | ------------------- |
| Metacritic          | 75/100              |
| Nguồn đánh giá      |                     |
| Nguồn               | Đánh giá            |
| AllMusic            | [ 9 ]               |
| The A.V. Club       | B                   |
| Financial Times     | [ 11 ]              |
| The Guardian        | [ 1 ]               |
| Mojo                | [ 12 ]              |
| Pitchfork           | 7.4/10              |
| PopMatters          | 8/10                |
| Q                   | [ 14 ]              |
| Record Collector    | [ 15 ]              |
| Uncut               | 6/10                |

### Giải thưởng
| Hãng thu âm | Giải thưởng   | Năm  | Hạng | Ref.   |
| ----------- | ------------- | ---- | ---- | ------ |
| Rough Trade | Album của năm | 2017 | 6    | [ 17 ] |

## Danh sách bài hát (theo thứ tự ngày phát hành)
Tất cả các ca khúc được viết bởi Greg Gonzalez.
| STT              | Nhan đề                                 | Thời lượng |
| ---------------- | --------------------------------------- | ---------- |
| 1.               | "Starry Eyes"                           | 3:29       |
| 2.               | "Dreaming Of You"                       | 5:25       |
| 3.               | "I'm a Firefighter"                     | 4:32       |
| 4.               | "Nothing's Gonna Hurt You Baby"         | 4:47       |
| 5.               | "Affection"                             | 5:12       |
| 6.               | "Keep On Loving You"                    | 3:53       |
| 7.               | "K."                                    | 5:18       |
| 8.               | "Apocalypse"                            | 4:51       |
| 9.               | "Each Time You Fall In Love"            | 4:51       |
| 10.              | "Sweet"                                 | 4:52       |
| 11.              | "Young & Dumb"                          | 4:34       |
| 12.              | "John Wayne"                            | 4:19       |
| 13.              | "Truly"                                 | 4:04       |
| 14.              | "Opera House"                           | 6:06       |
| 15.              | "Sunsetz"                               | 3:35       |
| 16.              | "Flash"                                 | 4:35       |
| 17.              | "Crush"                                 | 4:27       |
| 18.              | "Sesame Syrup"                          |            |
| 19.              | "Neon Moon"                             |            |
| 20.              | "Hevenly"                               | 4:47       |
| 21.              | "Falling In Love"                       | 4:06       |
| 22.              | "Cry"                                   | 4:17       |
| 23.              | "You're The Only Good Thing In My Life" | 4:36       |
| 24.              | "Kiss It Off Me"                        | 4:31       |
| 25.              | "Touch"                                 | 4:53       |
| 26.              | "Don't Let Me Go"                       | 4:23       |
| 27.              | "Hentai"                                | 4:46       |
| 28.              | "Pure"                                  | 4:15       |
| 29.              | "You're All I Want"                     | 4:25       |
| 30.              | "Pistol"                                | 3:55       |
| 31.              | "Stop Waiting"                          | 6:03       |
| 32.              | "Bubble Gum"                            | 4:40       |
| Tổng thời lượng: | Tổng thời lượng:                        | 02:25:39   |

## Thành viên & Những người thực hiện
Cigarettes After Sex
- Greg Gonzalez - hát chính, guitar, thu âm, sản xuất
- Phillip Tubbs - keyboards
- Randy Miller - bass, thiết kế đồ họa
- Jacob Tomsky - trống

Nhân viên bổ sung
- Rocky Gallo – thu âm "Each Time You Fall In Love", mixing
- Greg Calbi – mastering

## Xếp hạng
| Bảng xếp hạng (2017–2018)            | Vị trí cao nhất |
| ------------------------------------ | --------------- |
| Australian Albums (ARIA)             | 96              |
| Album Áo (Ö3 Austria)                | 18              |
| Album Bỉ (Ultratop Vlaanderen)       | 5               |
| Album Bỉ (Ultratop Wallonie)         | 12              |
| Album Cộng hòa Séc (ČNS IFPI)        | 47              |
| Album Hà Lan (Album Top 100)         | 53              |
| Album Pháp (SNEP)                    | 42              |
| Album Đức (Offizielle Top 100)       | 39              |
| Greek Albums (IFPI)                  | 65              |
| Irish Independent Albums (IRMA)      | 13              |
| Album Ý (FIMI)                       | 88              |
| New Zealand Heatseeker Albums (RMNZ) | 1               |
| Album Bồ Đào Nha (AFP)               | 21              |
| Album Scotland (OCC)                 | 24              |
| Album Thụy Sĩ (Schweizer Hitparade)  | 21              |
| Album Anh Quốc (OCC)                 | 27              |
| Album Anh Quốc Independent (OCC)     | 2               |
| Album Hoa Kỳ Heatseekers (Billboard) | 8               |
| Album Hoa Kỳ Independent (Billboard) | 14              |

| Bảng xếp hạng (2017)               | Vị trí |
| ---------------------------------- | ------ |
| Belgian Albums (Ultratop Flanders) | 59     |
| Belgian Albums (Ultratop Wallonia) | 172    |

| Bảng xếp hạng (2018)               | Vị trí |
| ---------------------------------- | ------ |
| Belgian Albums (Ultratop Flanders) | 95     |

## Các Chứng nhận
| Quốc gia                                                                           | Chứng nhận | Số đơn vị/doanh số chứng nhận |
| ---------------------------------------------------------------------------------- | ---------- | ----------------------------- |
| Pháp (SNEP)                                                                        | Gold       | 50.000‡                       |
| Ba Lan (ZPAV)                                                                      | Gold       | 10.000‡                       |
| * Chứng nhận dựa theo doanh số tiêu thụ. ^ Chứng nhận dựa theo doanh số nhập hàng. |            |                               |